# Jacques-Joseph Pascalis
Pour les articles homonymes, voir Pascalis.
Jacques-Joseph Pascalis (30 novembre 1793, Barcelonnette - 26 mars 1872, Bougival) est un juriste et homme politique français.

## Biographie
Il se fit inscrire au barreau d'Aix en 1817. Favorable à la Révolution de Juillet, il devint procureur du roi à Marseille, puis procureur général à Amiens, maître des requêtes au conseil d'État et enfin chef de division aux affaires civiles et des sceaux au ministère de la Justice. 
Élu, le 4 novembre 1837, député du 5e collège du Var (Brignoles), il fut nommé, au commencement de 1838, avocat général à la cour de Cassation, et dut se représenter devant ses électeurs qui lui renouvelèrent son mandat, le 1er septembre de la même année, par 161 voix sur 162 votants. Il fut ensuite successivement réélu, le 2 mars 1839, le 9 juillet 1842 et le 1er août 1846.
Pascalis vota constamment avec le centre, fit partie de la coalition contre le ministère Molé, approuva la dotation du duc de Nemours, les fortifications de Paris et l'indemnité Pritchard, et repoussa les incompatibilités, l'adjonction des capacités et la proposition relative aux députés fonctionnaires. 
Officier de la Légion d'honneur du 4 mai 1844, Pascalis fut destitué en 1848, et acheta alors une charge d'avocat au Conseil d’État et à la Cour de cassation. Nommé conseiller à la cour de Cassation en 1850, président de la chambre civile en 1860, et commandeur de la Légion d'honneur le 14 août 1863, il fut admis à la retraite en 1868.
Il épouse Caroline-Éléonore de La Porte des Coupres ; ils auront deux filles : Marie Eléonore Julie (1823-1910), épouse d'Hippolyte Fortoul, ministre de l’instruction publique sous Napoléon III et historien ainsi que Claire Julie, épouse d'Émile Poissalolle de Nanteuil de La Norville, qui écrit des romans pour la jeunesse sous le nom de Mme de Nanteuil.